# Dondar Quşçu
Dondar Quşçu är en ort i Azerbajdzjan.   Den ligger i distriktet Tovuz Rayonu, i den västra delen av landet, 400 km väster om huvudstaden Baku. Dondar Quşçu ligger 483 meter över havet och antalet invånare är 3 482.
Terrängen runt Dondar Quşçu är kuperad åt sydväst, men åt nordost är den platt. Runt Dondar Quşçu är det ganska tätbefolkat, med 78 invånare per kvadratkilometer.. Närmaste större samhälle är Tovuz, 4,3 km norr om Dondar Quşçu.
Trakten runt Dondar Quşçu består till största delen av jordbruksmark.